# Diecezja Yizhou
Diecezja Yizhou (łac. Dioecesis Iceuvensis, chiń. 天主教沂州教区) – rzymskokatolicka diecezja ze stolicą w Linyi, w prowincji Szantung, w Chińskiej Republice Ludowej. Biskupstwo jest sufraganią archidiecezji Jinan.
Nazwa diecezji pochodzi od dawnej świeckiej prefektury. Patriotyczne Stowarzyszenie Katolików Chińskich używa nazwy diecezja Linyi.

## Historia
1 lipca 1937 papież Pius XI bullą Quo maiores erygował wikariat apostolski Yizhou. Dotychczas wierni z tych terenów należeli do wikariatu apostolskiego Qingdao (obecnie diecezja Qingdao).
W wyniku reorganizacji chińskich struktur kościelnych dokonanych przez Piusa XII 11 kwietnia 1946 wikariat apostolski Yizhou został podniesiony do rangi diecezji.
Z 1950 pochodzą ostatnie pełne, oficjalne kościelne statystyki. Diecezja Yizhou liczyła wtedy:
- 20 545 wiernych (0,6% społeczeństwa)
- 25 kapłanów (3 diecezjalnych i 22 zakonnych)
- 45 sióstr zakonnych
- 13 parafii.

Od zwycięstwa komunistów w chińskiej wojnie domowej w 1949 diecezja, podobnie jak cały prześladowany Kościół katolicki w Chinach, nie może normalnie działać. Zagraniczni misjonarze musieli opuścić kraj na początku lat 50. XX w. Bp Karl Weber SVD został aresztowany przez komunistów w 1951. Kolejne lata spędził w więzieniu, gdzie był torturowany. W październiku 1953 ciężko chory hierarcha został wydalony z komunistycznych Chin.
Kolejny znany biskup, John Fang Xingyao, przyjął sakrę w 1997 za zgodą papieża. Od 2010 jest on przewodniczącym Patriotycznego Stowarzyszenia Katolików Chińskich. Udzielał on sakry innym biskupom, zarówno za zgodą papieską jak i wbrew papieżowi.

## Ordynariusze

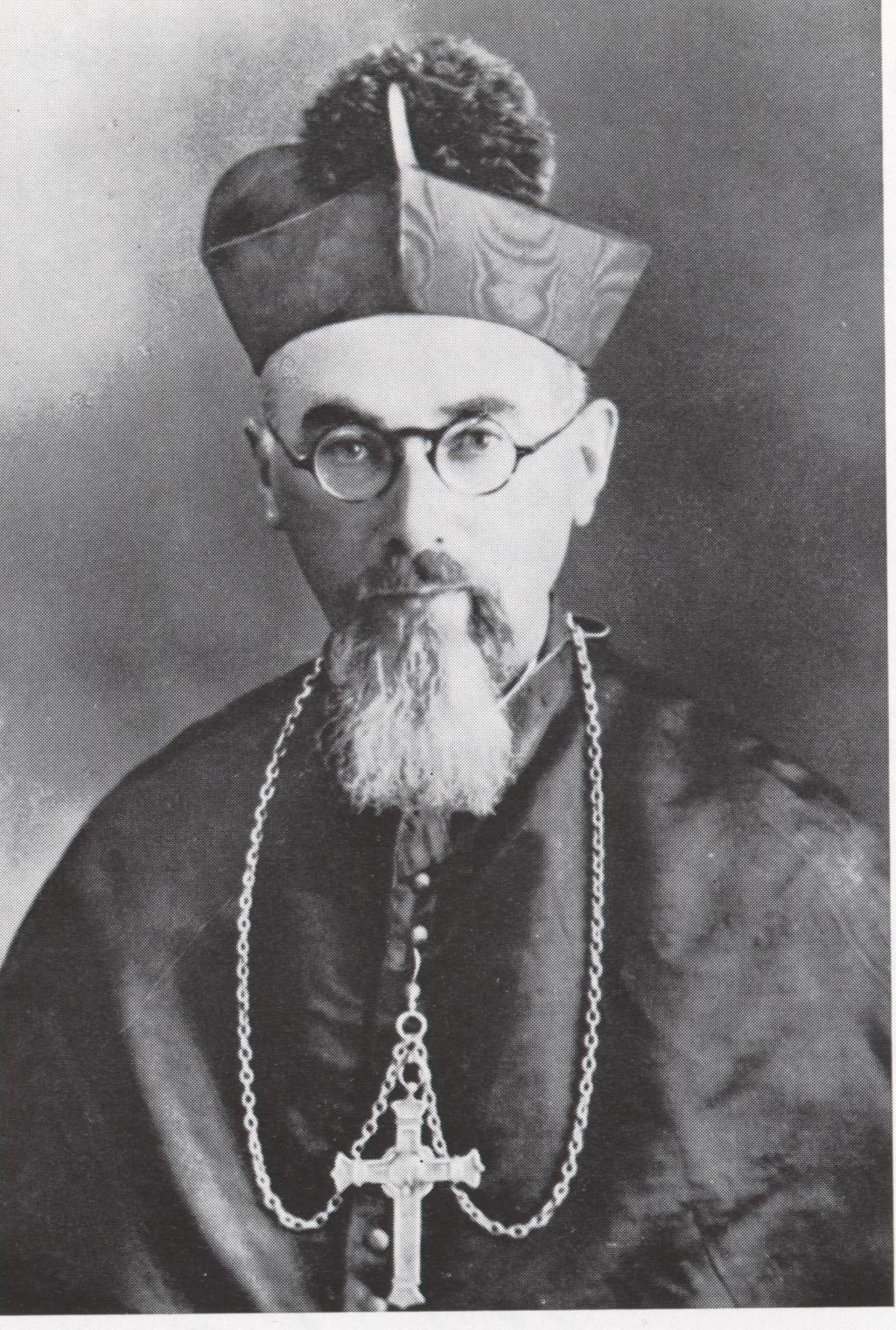
bp Karl Weber SVD

- Karl Weber SVD[7] (1937 - 1970) de facto aresztowany w 1951 i wydalony z komunistycznych Chin w 1953, nie miał po tym czasie realnej władzy w diecezji
- sede vacante (być może urząd sprawował biskup(i) Kościoła podziemnego) (1970 - 1997)
- John Fang Xingyao (1997 - nadal)